# Quinquelaophonte prolixasetae
Quinquelaophonte prolixasetae is een eenoogkreeftjessoort uit de familie van de Laophontidae. De wetenschappelijke naam van de soort is voor het eerst geldig gepubliceerd in 2004 door Walker-Smith.